# جيسون سوديكس
جاسون سوديكس (بالإنجليزية: Jason Sudeikis)‏ هو ممثل أمريكي بدأ مسيرته الفنية عام 1998. هو أيضا ممثل صوت.

## الأعمال

### أفلام
- ذي روكر
- ما حدث في فيجاس
- إجازة زوجية
- فيلم 43
- ملحمي
- مدراء فظيعون
- نحن الميلارز
- النوم مع أشخاص آخرين
- سباق
- إجازة زوجية (فيلم)

## روابط خارجية
- جيسون سوديكس على موقع IMDb (الإنجليزية)
- جيسون سوديكس على موقع روتن توميتوز (الإنجليزية)
- جيسون سوديكس على موقع ألو سيني (الفرنسية)
- جيسون سوديكس على موقع ميوزك برينز (الإنجليزية)
- جيسون سوديكس على موقع أول موفي (الإنجليزية)
- جيسون سوديكس على موقع بوكس أوفيس موجو (الإنجليزية)
- جيسون سوديكس على موقع قاعدة بيانات الأفلام السويدية (السويدية)
- جيسون سوديكس على موقع إن إن دي بي (الإنجليزية)
- جيسون سوديكس على موقع ديسكوغز (الإنجليزية)
- جيسون سوديكس على موقع قاعدة بيانات الفيلم (الإنجليزية)